# Alex Brown (futebolista liberiano)
Alex Brown (Monrovia, 16 de abril de 1978) é um ex-futebolista profissional liberiano que atuava como meia.

## Carreira
Alex Brown representou o elenco da Seleção Liberiana de Futebol no Campeonato Africano das Nações de 2002.